# Pavelló Municipal Font de San Lluís
Il Pavelló Municipal Font de San Lluís, noto anche come La Fonteta,  è un'arena coperta situata a Valencia, in Spagna. Costruita nel 1983, viene usata principalmente per partite di pallacanestro, è infatti l'arena del Valencia Basket, squadra militante nella Liga ACB. L'arena ha una capacità massima di 8.500 posti a sedere.

## Storia
La Fonteta venne costruita nel 1983. Nel 1987, il Valencia Basket scelse l'arena come sua casa per gli incontri  casalinghi. La Fonteta venne anche usata dalla Ros Casares Valencia e dal Valencia FS per le partite di calcio a 5.
Dal 9 all'11 aprile 2010, il palazzetto ha ospitato le Final Four di EuroLeague Women, dove la Ros Casares Valencia venne sconfitta in finale dallo Spartak Mosca.
Nel 2016, il Valencia Basket ha finanziato i lavori di ristrutturazione dell'arena per 500.000€, installando anche un nuovo tabellone segnapunti.